# 大恩寺 (本庄市)
大恩寺（だいおんじ、ベトナム語：Chùa Đại Ân / 𫴶大恩）は、埼玉県本庄市にあるベトナム仏教の寺院。

## 歴史
2018年（平成30年）、ティック・タム・チー（ベトナム語：Thích Tâm Trí / 釋心智）によって開山された。ティック・タム・チーは国際仏教学大学院大学の博士課程（仏教学研究科）を修了した仏教研究者でもある。これまで浄土宗寺院の日新窟（東京都港区）で活動してきたが、2018年（平成30年）に自前の寺を創建することになった。
当寺の伽藍は、十数年前から活動停止状態になっていた教派神道「御嶽教」の児玉三太気教会の建物を居抜きしたものである。そのため御嶽教時代の什物もそのまま流用されており、中には御嶽教信者と思われる日本人の位牌も残され、在日ベトナム人の位牌ととともに祀られている。なお、法人としての「宗教法人 御嶽教児玉三太気教会」は現在も存続しており、主たる事務所も当寺と同じ所在地となっている。
当寺はベトナム人の技能実習生の駆け込み寺となっており、当面の生活の支援などを行っている。ボランティア団体や善意の個人から食料の支援を受けているという。

## 交通アクセス
- 本庄児玉ICより車18分。